# National Geographic Explorer (Schiff)
Die National Geographic Explorer ist ein Kreuzfahrtschiff der amerikanischen Reederei Lindblad Expeditions. Zuvor stand sie von 1982 bis 2007 für die Troms Fylkes Dampskibsselskap und danach für die Hurtigruten ASA im Linienverkehr an der Küste Norwegens, zuletzt als Ersatz- oder Reserveschiff im Winterhalbjahr. Sie trug zuerst den Namen Midnatsol, nach Taufe der gleichnamigen Midnatsol 2003 Midnatsol II, danach Lyngen.

## Geschichte

### Hurtigruten

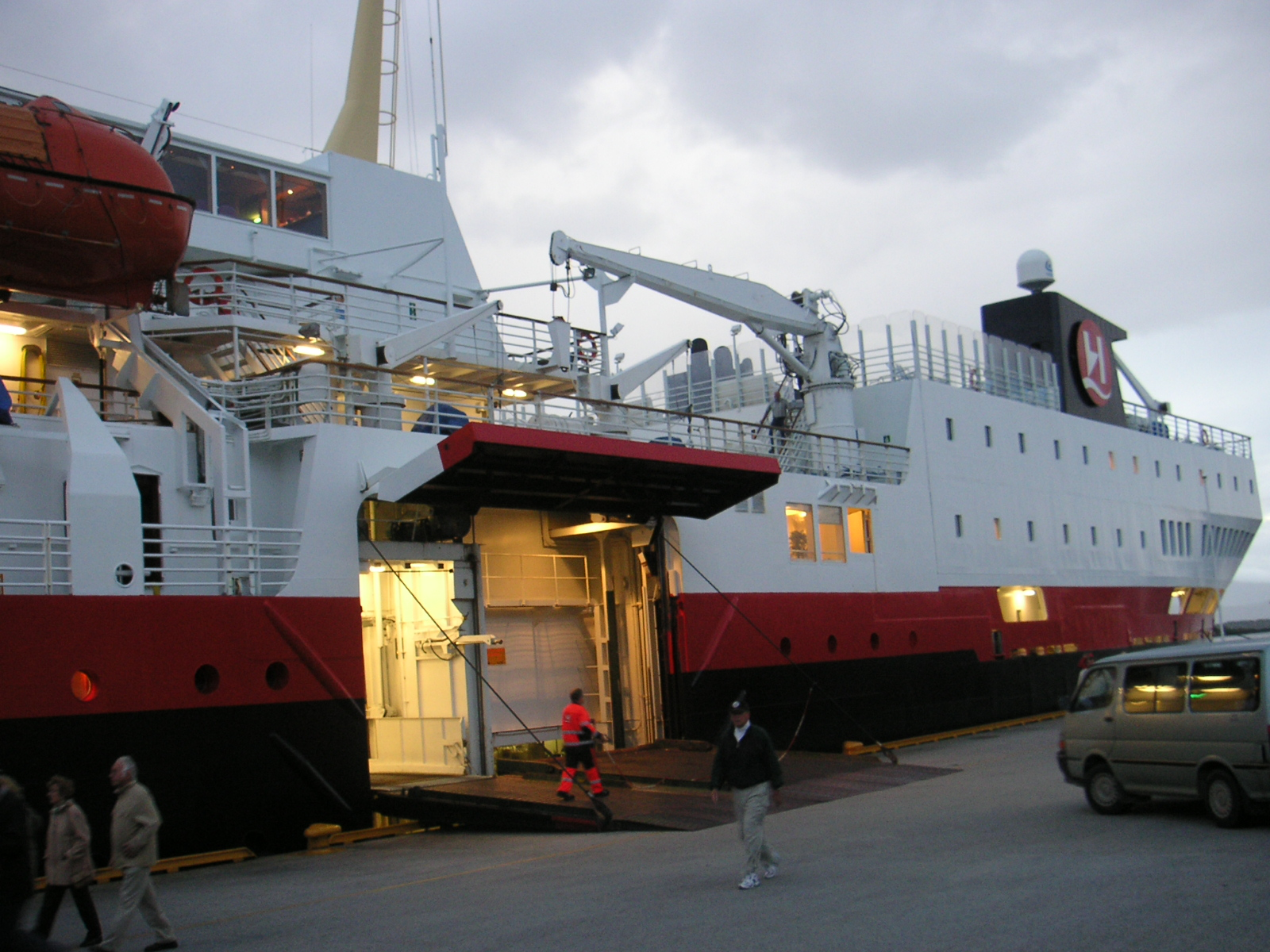
Seitenpforte des Schiffs als Lyngen

Die Midnatsol wurde im Jahr 1982 auf der Werft Ulstein Hatlø in Ulsteinvik unter der Baunummer 176 gebaut. Der Stapellauf erfolgte am 22. Mai 1982, die Übergabe an die Reederei TFDS folgte am 26. November 1982. Das Schiff trug bis zum 22. März 2003 den Namen Midnatsol, wurde dann umgetauft auf den Namen Midnatsol II und trug seit dem 24. September 2005 den Namen Lyngen.
Größere Umbauten erfolgten in den Jahren 1988 und 1994/95 sowie 2005, wobei das Schiff im Zuge des ersten Umbaus neben einem völlig umgebauten Achterschiff mit zusätzlichen Kabinenkapazitäten einen Panoramasalon erhielt. Seitdem war das Schiff für 500 Passagiere zugelassen (zuvor: 410).
Das Schiff, damals noch unter dem Namen Midnatsol, wurde am 15. April 2003 ausgemustert und durch einen Neubau gleichen Namens ersetzt. Da ein Verkauf des Schiffes nicht gelang, wurde es im September 2005 nach einem längeren Werftaufenthalt auf den Namen Lyngen umgetauft.
Während es im Sommer im Liniendienst eingesetzt war, diente das Schiff im Winterhalbjahr zuletzt als Ersatzeinheit.
Der Name Lyngen ist der Name einer Halbinsel in Nordnorwegen. Den Namen trug bereits das Hurtigruten-Schiff Lyngen (1931), das bis 1964 auf der Hurtigruten eingesetzt war.

### Lindblad Expeditions

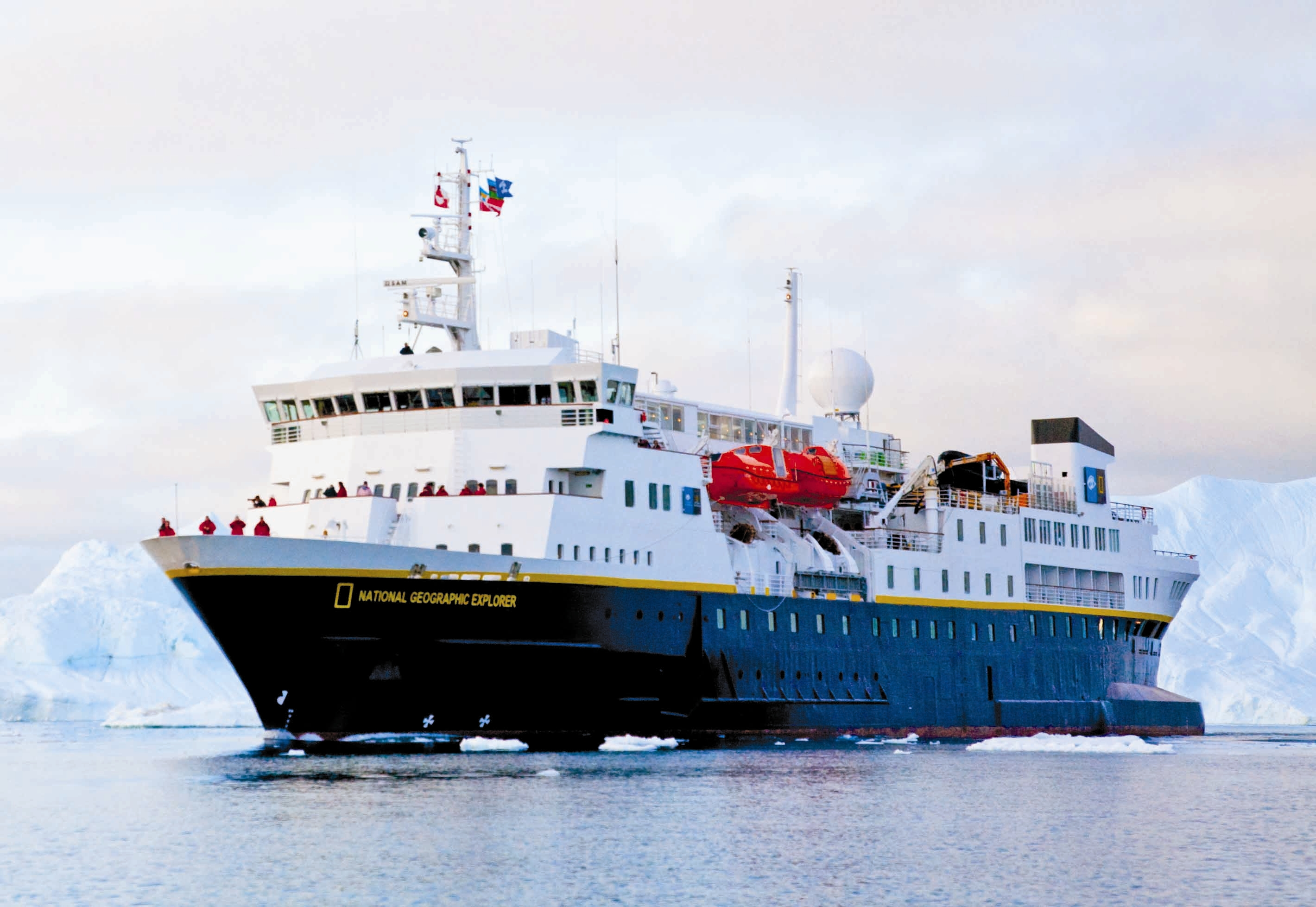
National Geographic Explorer in Grönland

Anfang September 2007 wurde bekannt, dass das Schiff für 8,6 Mio. USD an die amerikanische Reederei Lindblad Expeditions verkauft worden ist. Nach einem umfassenden Umbau in Göteborg und auf der Astican Werft in Las Palmas, bei dem am Achterschiff ein Ducktail angebaut und die seitliche Laderampe entfernt wurde, stehen den Passagieren 81 Außenkabinen zur Verfügung, darüber hinaus zwei Restaurants, eine Bar und ein Aussichtssalon sowie ein Fitness-Center mit „Wellness Spa“ und Saunabereich. Seit dem Umbau ist das Schiff für 148 Passagiere zugelassen
Seit Juni 2008 wird das Schiff unter dem Namen National Geographic Explorer in kanadischen und arktischen Gewässern eingesetzt.

## Schwesterschiffe
Baugleiche Schwesterschiffe sind die Vesterålen und die ehemalige Narvik.

## Technische Daten

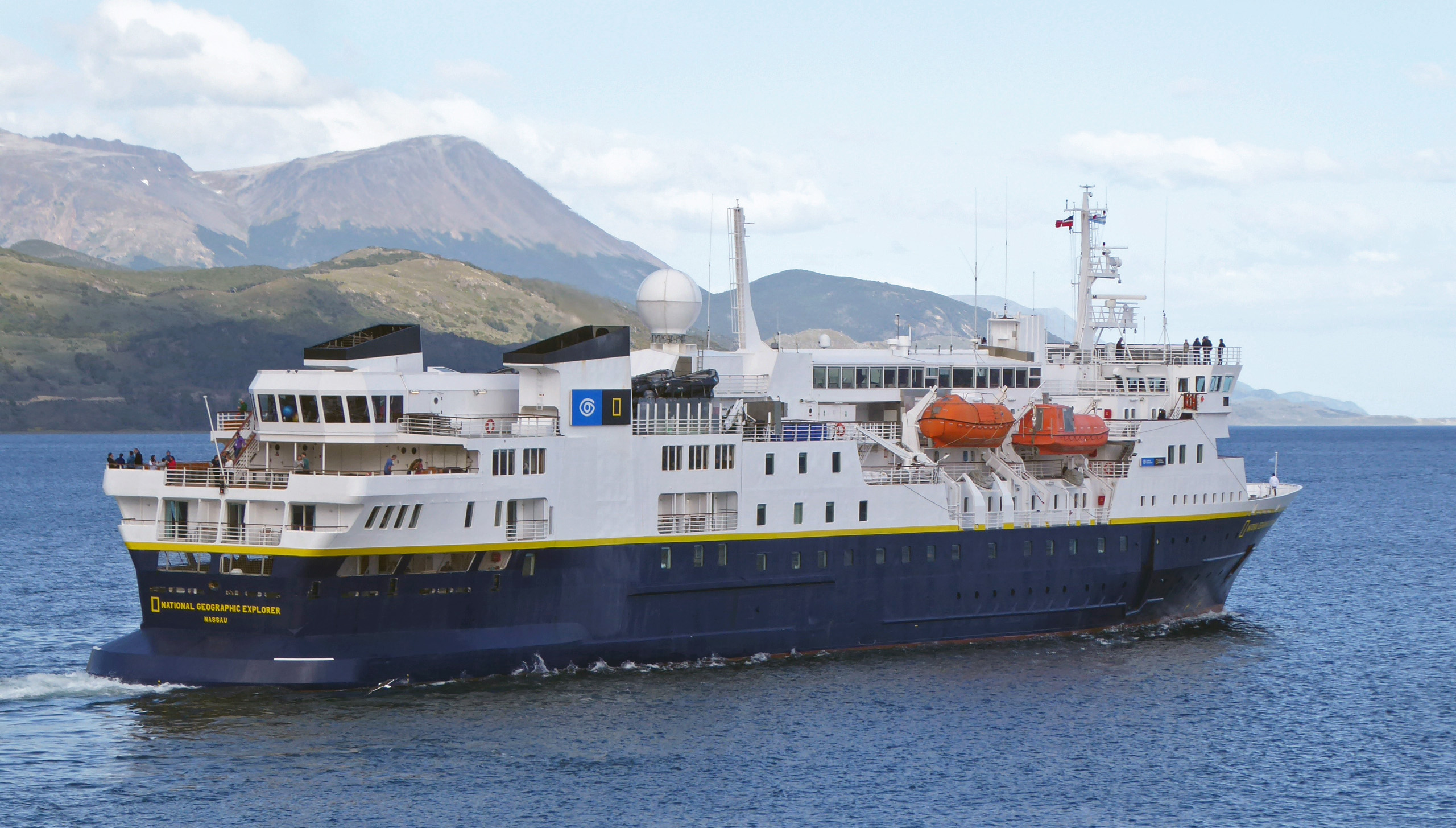
Heckansicht der National Geographic Explorer 2019

Das Schiff ist 112 m lang, 16,50 m breit und war nach dem Umbau 1986 mit 6178 BRT registriert (zuvor 4131 BRT). Es hatte bei Hurtigruten eine Stammbesatzung von 48 Mann und verfügt über 325 Kabinen (zuvor 166).
Mit einer Maschinenleistung von insgesamt 5.600 kW erreicht das Schiff eine maximale Geschwindigkeit von 19 Knoten.